# Université Raymond-Lulle
L’Université Raymond-Lulle (en catalan Universitat Ramon Llull) est une université privée de la ville de Barcelone créée le 1er mars 1990 et approuvée par le Parlement de Catalogne le 10 mai 1991.

## Présentation
Ses premiers centres, s'inscrivant dans une longue tradition catalane étaient la faculté de philosophie (dont l'origine remonte au siècle précédent), l’Instituto Químico de Sarrià (Institut de chimie de Sarrià) qui a commencé ses activités en 1916, l'école de magistrature (Escola de Magisteri) et l'école d'ingénieurs et d'architecture La Salle (Enginyeria i Arquitectura La Salle) qui existe depuis plus de cent ans. Le 10 octobre 1989, ces institutions, placées sous la présidence du cardinal Narcís Jubany, et avec l'appui de personnalités issues de la société catalane constituèrent la fondation qui donna naissance à l'Universitat Ramon Llull Fundació Privada.
Le nom de l'établissement provient du philosophe du XIIIe siècle, Raymond Lulle. Malgré son jeune âge, l'établissement est déjà considéré comme l'une des meilleures universités privées d'Espagne. Parmi ses départements d'enseignement, on retrouve l'ESADE, l'une des dix meilleures écoles de commerce d'Europe. Les établissements « fondateurs » constituent toujours des écoles dans leurs spécialités; on retrouve donc toujours la Enginyeria i Arquitectura La Salle, l’Institut Químic de Sarrià ou encore la faculté de philosophie et de sciences humaines.